# Jay and Silent Bob Strike Back
Jay and Silent Bob Strike Back is een Amerikaanse film uit 2001 over het duo Jay en Silent Bob. Het is de vijfde film van Kevin Smith.

## Verhaal
Het stripboek Bluntman and Chronic dat is geschreven door Holden McNeil (Ben Affleck) en is gebaseerd op Jay en Silent Bob gaat verfilmd worden door Miramax. Jay en Silent Bob weten hier echter niets van, maar als ze erachter komen, willen ze voorkomen dat hun 'goede' naam wordt aangetast door de film. Ze gaan naar Hollywood om te voorkomen dat de film gemaakt wordt. Onderweg gaat er helaas een heleboel mis. Omdat ze een aap stelen, krijgen ze de politie achter zich aan en vier vrouwelijke criminelen maken het hun niet gemakkelijk. Als ze dan eindelijk in Hollywood zijn, blijkt de oplossing voor hun filmprobleem niet zo gemakkelijk als het lijkt.

## Rolverdeling
- Jason Mewes - Jay
- Kevin Smith - Silent Bob
- Ben Affleck - Holden McNeil en Ben Affleck
- Jeff Anderson - Randal Graves
- Brian O'Halloran - Dante Hicks
- Eliza Dushku - Sissy
- Shannon Elizabeth - Justice

In de film waren ook een groot aantal cameo's te zien: Matt Damon, George Carlin, Chris Rock, Carrie Fisher, Mark Hamill, Seann William Scott, Jason Biggs, James Van Der Beek, Diedrich Bader, Scott William Winters en Jon Stewart.

## Trivia
- In de film wordt een aantal films geparodieerd.
- Regisseur Kevin Smith (2/08/1970) was 31 toen hij de film maakte en zorgde er om een of andere reden voor dat het getal 37 een aantal keer in de film te zien was:
  - De juwelendieven hebben een banner waarop staat dat het hun 37e overval is.
  - De scène met Bluntman and Chronic waarin Jay en Silent Bob terechtkomen is "scène 37, take 1".
  - Het gevangenisnummer van Justice is 373737.
- Het was de eerste film waarin Carrie Fisher en Mark Hamill samen te zien waren sinds de eerste Star Wars trilogie, maar wisten dat niet van elkaar.
- Eliza Dushku kreeg tijdens de opnames de bijnaam Duck Shoot van regisseur Kevin Smith omdat hij haar achternaam niet uit kon spreken.

## Citaten
- Look kids, it's Mark Hamill!
- The internet has given anyone in America a voice and evidently everybody in America has chosen to use that voice to bitch about movies.
- No, number 1087 is a dead hooker in the trailer of Ben Affleck.